# Placide Nyangala
Placide Nyangala (ur. 30 grudnia 1967) – gaboński piłkarz grający na pozycji pomocnika. W swojej karierze rozegrał 2 mecze w reprezentacji Gabonu.

## Kariera klubowa
Swoją karierę piłkarską Nyangala rozpoczął w klubie FC 105 Libreville. W 1985 roku zadebiutował w jego barwach w pierwszej lidze gabońskiej. W sezonach 1985/1986 i 1986/1987 wywalczył z nim dwa mistrzostwa Gabonu. W sezonie 1985/1986 zdobył też Puchar Gabonu.
W 1988 roku Nyangala wyjechał do Francji i w sezonie 1988/1989 występował w drugoligowym AS Nancy. W sezonie 1989/1990 grał w trzecioligowym SAS Épinal. Z kolei w latach 1990-1992 był zawodnikiem drugoligowego US Orléans. W latach 1992–1994 był piłkarzem Aurillac FCA. W sezonie 1994/1995 występował w austriackim SV Stockerau. W 1995 wrócił do Francji i w sezonie 1995/1996 grał w czwartoligowym RC Lons-le-Saunier. W sezonie 1996/1997 był graczem FC Lorient, w którym zakończył karierę.

## Kariera reprezentacyjna
W reprezentacji Gabonu Nyangala zadebiutował 27 lutego 1994 w zremisowanym 0:0 towarzyskim meczu z Senegalem, rozegranym w Moandzie. W 1994 roku powołano go do kadry na Puchar Narodów Afryki 1994. Na tym turnieju rozegrał jeden mecz, grupowy z Nigerią (0:3). W kadrze narodowej rozegrał 2 mecze.